# Peter Horák
Peter Horák (né le 7 décembre 1983) est un athlète slovaque, spécialiste du saut en hauteur.
Il a réalisé sa meilleure marque, en 2,30 m, en salle, à Banská Bystrica le 13 février 2007.